# Toxocarpus pierrei
Toxocarpus pierrei är en oleanderväxtart som beskrevs av Julien Noël Costantin. Toxocarpus pierrei ingår i släktet Toxocarpus och familjen oleanderväxter. Inga underarter finns listade i Catalogue of Life.